# DiRent
DiRent Group este o companie de leasing operațional din Grecia.
Compania a avut în 2006 o cifră de afaceri de 50 de milioane de euro, un parc auto de 6.000 de mașini, dintre care 1.000 de vehicule comerciale.
Dirent are deschise operațiuni în Grecia, România și Bulgaria.

## DiRent în România
Reprezentanța din România a fost înființată în aprilie 2006, la București și a ajuns să administreze 650 de autovehicule la sfârșitul anului 2009.
Cifra de afaceri:
- 2010: 18 milioane lei[3]
- 2009: 15,5 milioane lei[2]
- 2008: 2,8 milioane de euro[4]
- 2007: 3,63 milioane lei (1,09 milioane euro)[5]